# Comuna Loamneș, Sibiu
Loamneș (în maghiară: Ladamos, în germană: Ladmesch) este o comună în județul Sibiu, Transilvania, România, formată din satele Alămor, Armeni, Hașag, Loamneș (reședința), Mândra și Sădinca.

## Demografie
Componența etnică a comunei Loamneș
     Români (86,92%)
     Alte etnii (0,2%)
     Necunoscută (12,88%)
Componența confesională a comunei Loamneș
     Ortodocși (70,65%)
     Greco-catolici (14,48%)
     Alte religii (1,6%)
     Necunoscută (13,27%)
Conform recensământului efectuat în 2021, populația comunei Loamneș se ridică la 2.562 de locuitori, în scădere față de recensământul anterior din 2011, când fuseseră înregistrați 2.997 de locuitori. Majoritatea locuitorilor sunt români (86,92%), iar pentru 12,88% nu se cunoaște apartenența etnică. Din punct de vedere confesional, majoritatea locuitorilor sunt ortodocși (70,65%), cu o minoritate de greco-catolici (14,48%), iar pentru 13,27% nu se cunoaște apartenența confesională.

## Politică și administrație
Comuna Loamneș este administrată de un primar și un consiliu local compus din 11 consilieri. Primarul, Maria Greavu[*], de la Partidul Social Democrat, este în funcție din 2000. Începând cu alegerile locale din 2024, consiliul local are următoarea componență pe partide politice:
|  | Partid                    | Consilieri | Componența Consiliului | Componența Consiliului | Componența Consiliului | Componența Consiliului | Componența Consiliului | Componența Consiliului | Componența Consiliului | Componența Consiliului |
|  | ------------------------- | ---------- | ---------------------- | ---------------------- | ---------------------- | ---------------------- | ---------------------- | ---------------------- | ---------------------- | ---------------------- |
|  | Partidul Social Democrat  | 8          |                        |                        |                        |                        |                        |                        |                        |                        |
|  | Alianța Dreapta Unită     | 2          |                        |                        |                        |                        |                        |                        |                        |                        |
|  | Partidul Național Liberal | 1          |                        |                        |                        |                        |                        |                        |                        |                        |

## Atracții turistice
- Bisericile: Ortodoxă, Greco-Catolică și Reformată din satul Hașag
- Lacurile piscicole din satul Mândra
- Vulcanii noroioși din Hașag

## Vezi și
- Biserica fortificată din Hașag
- Podișul Secașelor (sit de importanță comunitară)

## Primarii comunei
- 1996[8] - 2000 - Gherman Liviu, de la CDR
- 2000[9] - 2004 - Greavu Maria, de la Independent
- 2004[10] - 2008 - Greavu Maria, de la PSD
- 2008[11] - 2012 - Greavu Maria, de la PSD
- 2012[12] - 2016 - Greavu Maria, de la USL
- 2016[13] - 2020 - Greavu Maria, de la PSD